# Zemby
Zemby – szczecińska formacja eksperymentalno-rockowa, określana przez swych założycieli mianem duetu twórczego, działająca od wczesnych lat 80.
Członkowie duetu to „Skandal” (Przemysław Thiele, muzyk rockowy, znany m.in. z zespołu Kolaboranci) i „Stoimytwarząwtwarzzcywilizacją” lub krócej STWTZC (Paweł Nowakowski, szczeciński muzyk, wydawca i architekt). Działalność formacji dokumentuje seria niskonakładowych kaset magnetofonowych i płyt CDR, zapoczątkowana w połowie lat 80. Wyjątek stanowi płyta Zemby – Szpak zawierająca materiał szczecińskiego zespołu Szpak – nagrane przezeń w studiu instrumentalne wersje piosenek, do których Zemby dograły własne teksty i instrumenty. Z kolei płyta Zemby Live nie jest rejestracją występu przed publicznością (zespół Zemby nie dawał nigdy koncertów) – muzycy zagrali tu akustyczny „koncert” sami dla siebie. Na albumie Zemby 11 wystąpili liczni goście, m.in. saksofonistka Anna Zaradny, amerykański muzyk Adam Snyder znany z zespołu Mercury Rev oraz znany pisarz Janusz Rudnicki.
Wszystkie kasety Zembów były sygnowane przez wydawnictwo Kalela & Kulawik (firma pod tą nazwą jednak faktycznie nie istniała), pod którym to szyldem ukazywały się także komiksy członków zespołu. Reedycje płyt na płytach CDR sygnowało wydawnictwo Forma.

## Dyskografia
- Zemby 1-3 (1985-86)
- Zemby 4-5 (1987-88)
- Zemby 6 (1991)
- Zemby 7 (1993)
- Zemby 8 (1993)
- Zemby-Szpak (1993)
- Zemby 9 (1994)
- Zemby Live (1991-94)
- Zemby 10 (1994)
- Zemby 11 (2002, reedycja 2010[1])

Uwaga: numery w tytułach płyt oznaczają kolejne sesje nagraniowe zespołu, nie numery płyt.